# Cançons sense paraules
Cançons sense paraules (Lieder ohne Worte, en alemany) és una sèrie de petites peces per a piano del compositor romàntic Felix Mendelssohn, escrites entre els anys 1829 i 1845.
Els vuit volums de Cançons sense paraules, cadascun d'ells compost per sis cançons o Lieder, van ser escrits en diversos moments de la vida del compositor i van ser publicats per separat. El piano es va convertir en un instrument cada vegada més popular a l'Europa del segle xix, fins a arribar a ser un element estàndard en moltes llars de classe mitjana. Les diferents peces que conformen aquesta col·lecció estan a l'abast dels pianistes de diferents habilitats i això sens dubte va contribuir a la seva popularitat. Aquesta gran acceptació per part dels aficionats ha fet que molts crítics els otorguin una escàs de valor musical.
El primer volum va ser publicat per Novello a Londres (1832) com Original Melodies for the Pianoforte (Melodies originals per a piano), però els volums posteriors van usar el títol de Cançons sense paraules.
Les obres formen part de la tradició romàntica d'escriure breus peces líriques per a piano, tot i que el concepte específic de "Cançó sense paraules" era nou. La seva germana, Fanny Mendelssohn, va escriure una sèrie de peces similars (encara que no amb aquest títol) i, segons alguns musicòlegs, podria haver ajudat a inspirar el concepte. El títol de "Cançó sense paraules" sembla haver estat invenció pròpia de Felix Mendelssohn. El 1828, Fanny va escriure en una carta "La celebració del meu aniversari va anar molt bé... el Fèlix m'ha donat una 'cançó sense paraules' per al meu àlbum (darrerament n'ha escrit de molt boniques)".
Mendelssohn es va resistir als intents d'interpretar al peu de la lletra el títol de cançons, i va mostrar el seu desacord quan el seu amic Souchay va tractar de posar text a la música per convertir-les en cançons en sentit literal:
El que la música que m'agrada m'expressa, no és un pensament massa indefinit com per posar-hi paraules, sinó al contrari, massa definit. {Les cursives són de Mendelssohn.}